# Orestes Díaz
Orestes Díaz, parfois appelé Oratio ou Horacio Díaz en France, né à Salto le 3 octobre 1901 et mort à une date inconnue, est un footballeur uruguayen.

## Biographie

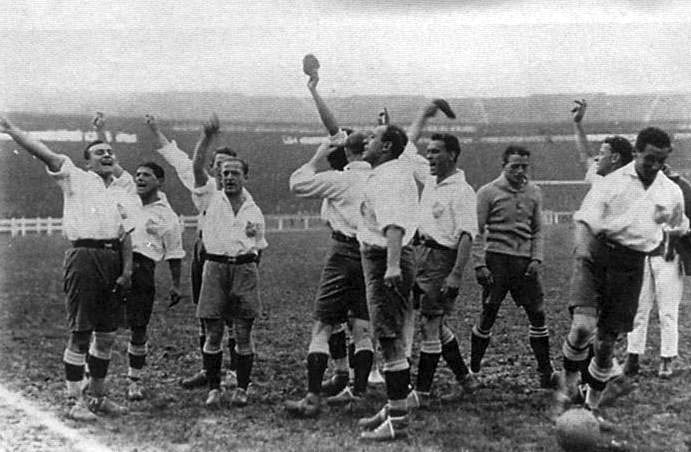
Joueurs du Nacional pendant la tournée européenne de 1925.

Joueur du Dublin Football Club de 1920 à 1923 puis du Club Nacional de Football de Montevideo à partir de 1924,, Díaz rejoint la grande tournée européenne de son club en Europe en 1925, qui fait suite au triomphe de la sélection uruguayenne aux Jeux olympiques de Paris de 1924. Il joue alors ailier ou défenseur, en fonction des besoins. À l'occasion de son passage du club à Paris, il est approché par les dirigeants du Red Star, l'un des principaux clubs français, avec lesquels il s'accorde pour revenir en France. S'il est parfois présenté comme international uruguayen, Diaz ne compte pas de sélection officielle.  
Díaz joue pour le club parisien de 1926 à 1934, le plus souvent comme défenseur central. Fougueux et agile, il en devient vite un joueur important et en est même fait capitaine. Il remporte notamment comme titulaire la Coupe de France en 1928.  
En 1929, il est au cœur d'un conflit administratif entre le Red Star et la Stella de Cherbourg, qui obtient la disqualification du club audonien de la Coupe de France à cause d'une licence qui n'a pas été mise à jour dans les règles,. Cette décision provoque une grande polémique au sein du football français. 
Lors de la première édition du championnat de France professionnel en 1932-1933, il est toujours un titulaire régulier et marque au moins un but (contre le CA Paris, le 11 novembre). Il a été rejoint en 1927 au Red Star par un compatriote, Horacio Finamore, ancien joueur du Club Nacional également, meilleur buteur du club parisien lors de cette première saison professionnelle. Il est appelé sept fois en sélection de Paris pour des matchs de prestige. 
Retourné en Uruguay, Diaz dirige brièvement l’équipe première du Club Nacional de Football en avril 1947. Sa date de décès n'est pas connue.